# Alan Wilder
Alan Charles Wilder (* 1. června 1959, Londýn) je anglický hudebník, skladatel, aranžér, nahrávací producent a textař. Má svůj hudební projekt Recoil a dlouho byl členem skupiny Depeche Mode v jejím nejslavnějším a nejprogresivnějším období.

## Začátky
Alan Wilder začal v 8 letech hrát na piano. Na střední škole hrál také na flétnu a hrál ve školních kapelách. Po škole pracoval 1 rok jako asistent v DJM Studios. Potom byl postupně krátce klávesistou v kapelách The Dragons (ta sídlila v Bristolu), Dafne & the Tenderspots (pod pseudonymem Alan Normal), Real to Real a The Hitmen.

## Depeche Mode
Když odešel Vince Clarke z Depeche Mode, zbylí členové dali do časopisu Melody Maker inzerát, že zavedená skupina hledá klávesistu do 21 let (“Synth / Vocals needed for electronic pop group with UK & International commitments – must be under 21.”). Wilder na inzerát odpověděl, i když už mu bylo 22, a byl přijat v lednu 1982 jako hostující hráč na koncerty. Roku 1982 nahrávali členové Depeche Mode album A Broken Frame ještě bez Wildera, ale v klipech k singlovým písním z tohoto alba již účinkuje. Po vydání alba se stal právoplatným členem skupiny.
Poprvé se tak Wilder podílí na nahrávání singlu "Get the Balance Right" (vyšlo v lednu 1983). První album již s Wilderem vyšlo roku 1983: Construction Time Again. Na něj přispěl jako skladatel 2 skladbami: "Two Minute Warning" a "The Landscape Is Changing". Roku 1984 vyšlo album Some Great Reward, na kterém je Wilderova skladba "If You Want".
Na žádném dalším řadovém albu Depeche Mode již není žádná skladba od Wildera, jeho věci se objevují jen jako "B strany" singlů, vesměs se jedná o instrumentální skladby. Wilderova role v Depeche Mode ve studiu při nahrávání ale naopak postupně rostla a nakonec měl hlavní podíl na originálním zvuku a aranžích, kterými se právě Depeche Mode proslavili. Dle jeho vlastních slov od alba Music for the Masses už tato stránka byla plně v jeho rukách.
Do odchodu Wildera ze skupiny vyšla ještě tato řadová alba: Black Celebration (1986), Music for the Masses (1987), Violator (1990) a Songs of Faith and Devotion (1993).
Na koncertech hrál Wilder na klávesy, na posledním turné k albu Songs of Faith and Devotion navíc i na bicí.
Roku 1995 Wilder z Depeche Mode odešel. Po odchodu dostal nabídku stát se členem The Cure, ale odmítl.

## Recoil
Roku 1986 vznikl projekt Recoil. V té době byl Wilder ještě členem Depeche Mode, Recoil byl pro něj prostorem pro experimentálnější, méně popovou tvorbu, než jakou produkovali Depeche Mode. Roku 1986 vyšlo EP 1 + 2, roku 1988 další instrumentální EP Hydrology. Roku 1992 vyšlo album Bloodline, tentokrát již se zpěváky, jedním z nich byl zpěvák z Nitzer Ebb, kteří dělali Depeche Mode předskokany na turné k albu Violator.
Po odchodu z Depeche Mode se již mohl Wilder plně věnovat projektu Recoil. Následovala alba Unsound Methods (1997), Liquid (2000) a subHuman (2007).
V letech 2010 až 2011 proběhlo turné, kde Wildera doprovázel Paul Kendall a případně nějaký zpěvák. Šlo ale spíše o videoprojekci, na které se podíleli tvůrci z různých zemí, s hudbou než o standardní koncert. Jednou ze zastávek byla i Praha.

## Osobní život
Wilder se narodil v Londýně, kde taky vyrůstal a žil (s výjimkou půlročního angažmá v bristolských The Dragons). Od 90. let žije Wilder v Horshamu poblíž jižního pobřeží Anglie. Tam si zřídil hudební studio The Thin Line, kde také vznikla všechna alba Recoil od Unsound Methods dále.
Se svou bývalou manželkou, anglickou zpěvačkou a houslistkou Hepzibah Sessa, má 2 děti. Seznámili se v roce 1993, když byla členkou kapely Miranda Sex Garden, která dělala předskokana Depeche Mode na evropské části turné k albu Songs of Faith and Devotion. Se svou stávající partnerkou, Norkou Britt Hvål, má také 1 dítě.
Wilder je fanouškem londýnského fotbalového klubu Queens Park Rangers.